# Holmesimysis sculpta
Holmesimysis sculpta är en kräftdjursart som först beskrevs av W. M. Tattersall 1933.  Holmesimysis sculpta ingår i släktet Holmesimysis och familjen Mysidae. Inga underarter finns listade i Catalogue of Life.